# Dekanat człuchowski
Dekanat Człuchów – jeden z 30 dekanatów w rzymskokatolickiej diecezji pelplińskiej.

## Parafie
W skład dekanatu wchodzi 9 parafii:
- parafia Nawiedzenia Najświętszej Maryi Panny – Chrząstowo
- parafia MB Królowej Polski – Człuchów
- parafia św. Jakuba Apostoła – Człuchów
- parafia św. Judy Tadeusza – Człuchów
- parafia Wniebowzięcia NMP – Debrzno
- parafia Świętego Krzyża – Dębnica
- parafia Trójcy Świętej – Polnica
- parafia Świętej Trójcy i św. Jadwigi Śląskiej – Rychnowy
- parafia Matki Bożej Szkaplerznej – Wierzchowo

## Sąsiednie dekanaty
Borzyszkowy, Chojnice, Czarne (diec. koszalińsko-kołobrzeska), Jastrowie (diec. koszalińsko-kołobrzeska), Kamień Krajeński, Złotów I (diec. bydgoska)